# Gusztáv Oláh
Gusztáv Oláh (lanzséri és talmácsi Oláh Gusztáv en hongrois ; Gusztáv von Oláh en allemand) (1901-1956) est un artiste hongrois. Directeur d'opéra, scénographe et modéliste, il fut un artiste important de la vie théâtrale en Hongrie. Il reçut par deux fois le Prix Kossuth.

## Biographie
Il est le fils du docteur Gusztav von Oláh (1857-1944) et de l'artiste Róza Fodor de Csikcsekefalva (1868-1961). Initié par cette dernière à la théorie et à la pratique des beaux-arts, il étudie à l'Université des Sciences Appliquées en vue de devenir architecte. Il se dirige finalement vers la musique et sort diplômé (piano) de l'Université de musique Franz-Liszt de Budapest. Il fait un stage de scénographe sous la direction de Sándor Hevesi (hu) et de László Márkus.
Il devient scénographe assistant de Jenő Kéméndy (hu) à l'Opéra de Budapest à l'âge de 20 ans en 1921. Il travaille au cours de sa carrière comme scénographe et modéliste dans différents théâtres (Théâtre national, Théâtre de Város, Théâtre de la Ville, Budapest). Il est nommé scénographe en chef des théâtres nationaux en 1927. Il devient par la suite directeur puis directeur général de l'Opéra d'État hongrois de Budapest, de 1936 à sa mort.
Il développe durant sa carrière toute une gamme de techniques et de solutions scéniques modernes. Il rencontre un importante renommée à l'étranger, notamment en Italie (Vérone, Florence, Milan), en Suède (Stockholm), en Allemagne (Munich) et en Russie. Il travaille dans le même temps et en permanence pour des théâtres hongrois de plein air. Il travailla aussi pour les théâtres de Szeged, Košice/Kassá et Cluj/Kolozsvár.
Il remporte le Prix Kossuth à deux reprises, en 1951 et 1954, et reçoit en 1952 le Prix de Hongrie pour les artistes exceptionnels, correspondant au titre d' « Artiste émérite de la République de Hongrie ».
Doué de nombreux talents, peintre, musicien, chercheur, théoricien, technicien, il devient professeur à l'Université d'art appliqué Moholy-Nagy, à l'Académie de Musique et au Théâtre national dont il fut également le directeur en parallèle de son activité à l'opéra. Il co-scénarise et coproduit en 1943 le film Valamit visz a víz d'après un roman de Lajos Zilahy, et participe à l'organisation de la première édition du « Festival en plein air de Szeged » (Szegedi Szabadtéri Játékok).
Il est atteint de mort subite le 19 décembre 1956 à Munich lors d'une représentation de La Khovanchtchina.
Une exposition du centenaire de sa naissance fut présentée au musée Ernst de Budapest en 2001.

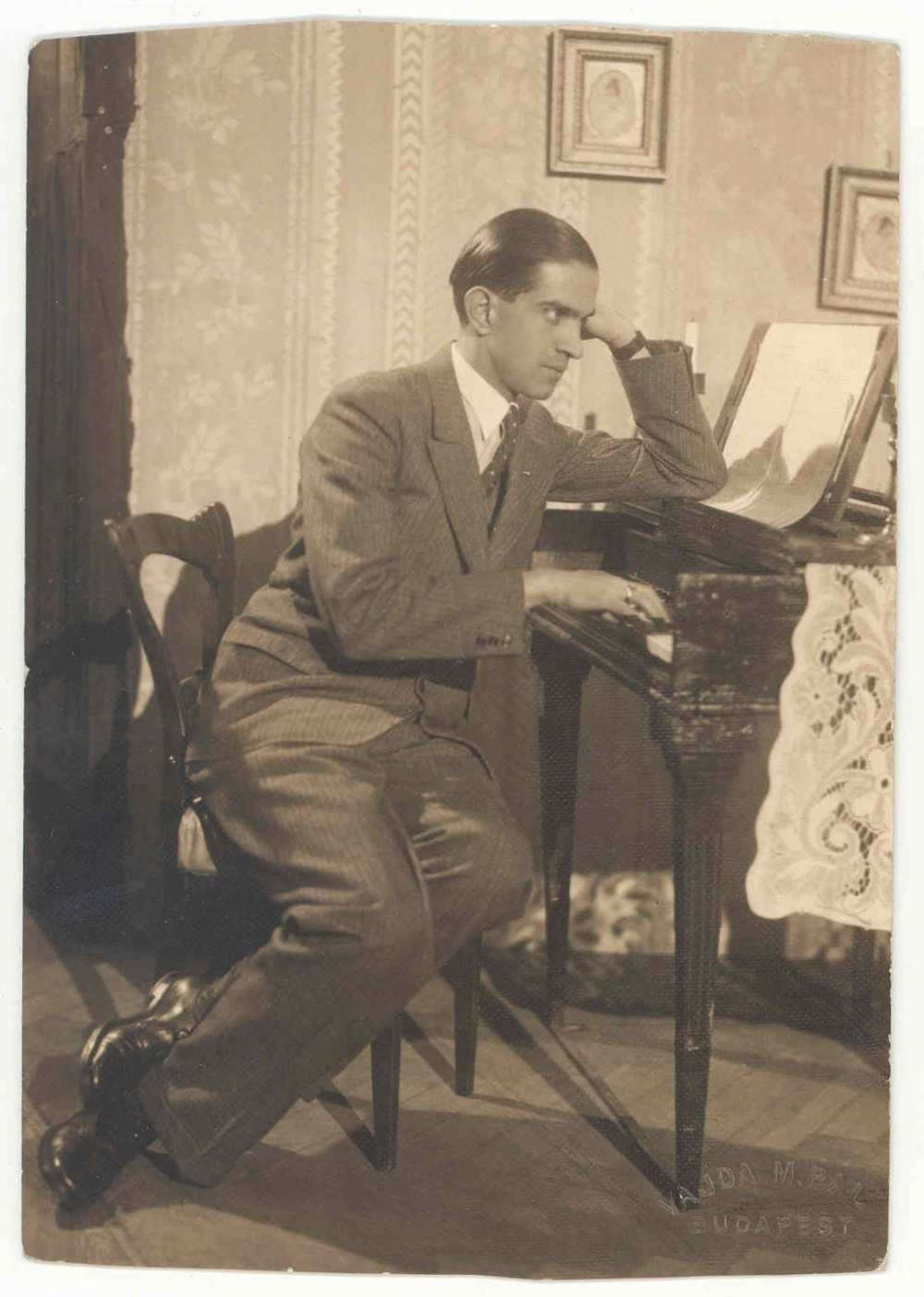
Photographie prise par Pál Vajd, vers 1926

## Direction
- Zoltán Kodály : Háry János
- Puccini : La Bohème
- Mozart : Don Giovanni
- Verdi : Otello
- Respighi : La fiamma
- Ferenc Erkel : Hunyadi László.
- Béla Bartók : Le Château de Barbe-Bleue
- Borogyin : Le Prince Igor
- Bartók : Le Prince de bois
- Wagner : Die Meistersinger von Nürnberg
- György Ránki : Pomádé király új ruhája
- Moussorgski : Borisz Godunov
- Mozart : La Flûte enchantée
- Mozart : Così fan tutte
- Bizet : Carmen
- Verdi : La Traviata
- Wagner : Tannhäuser
- Mozart : Die Entführung aus dem Serail
- Mosenthal : Sába királynője
- Muszorgszkij–Rimszki-Korszakov : La Khovanchtchina
- Beethoven : Fidelio
- Smetana : Az eladott menyasszony
- Wagner : Der Fliegende Holländer
- Verdi : Un ballo in maschera
- Goethe : Faust

## Sources, liens externes
- Új magyar lexikon V. (Mf–R), Budapest: Akadémiai, 1962. 256. o.
- Gusztáv Oláh – Wizard of the stage
- Magyar életrajzi lexikon
- Magyar színházművészeti lexikon. Főszerk. Székely György. Budapest: Akadémiai. 1994.  (ISBN 963-05-6635-4)